# یانی لیماتاینن
یانی لیماتاینن (انگلیسی: Jani Liimatainen؛ زادهٔ ۹ سپتامبر ۱۹۸۰) موسیقی‌دان، ترانه‌پرداز، تهیه‌کننده اهل فنلاند است.